# Établissement Polny Zameczek w Poznaniu

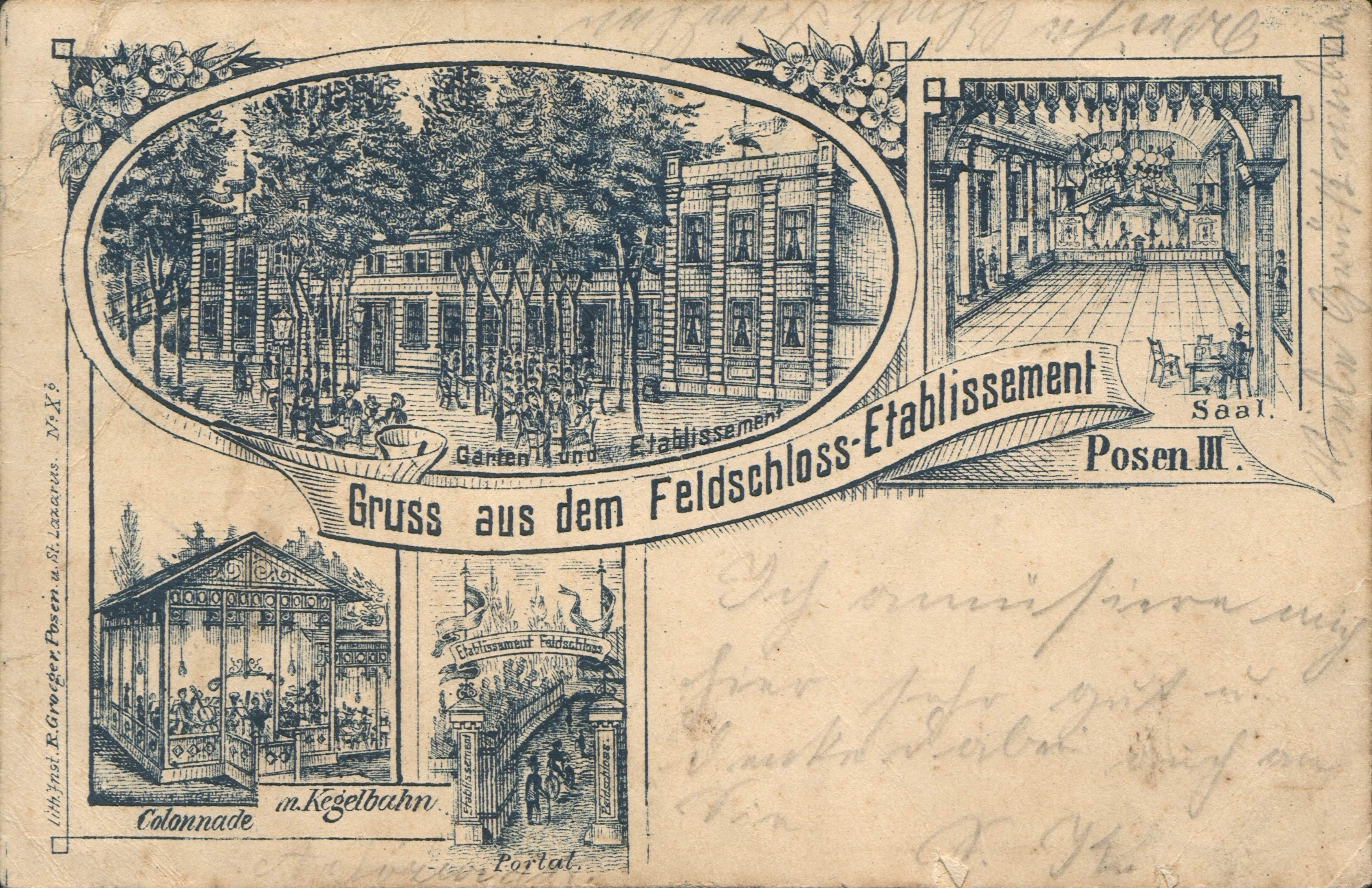
Pocztówka przedstawiająca poszczególne obiekty na terenie établissementu Feldschloss

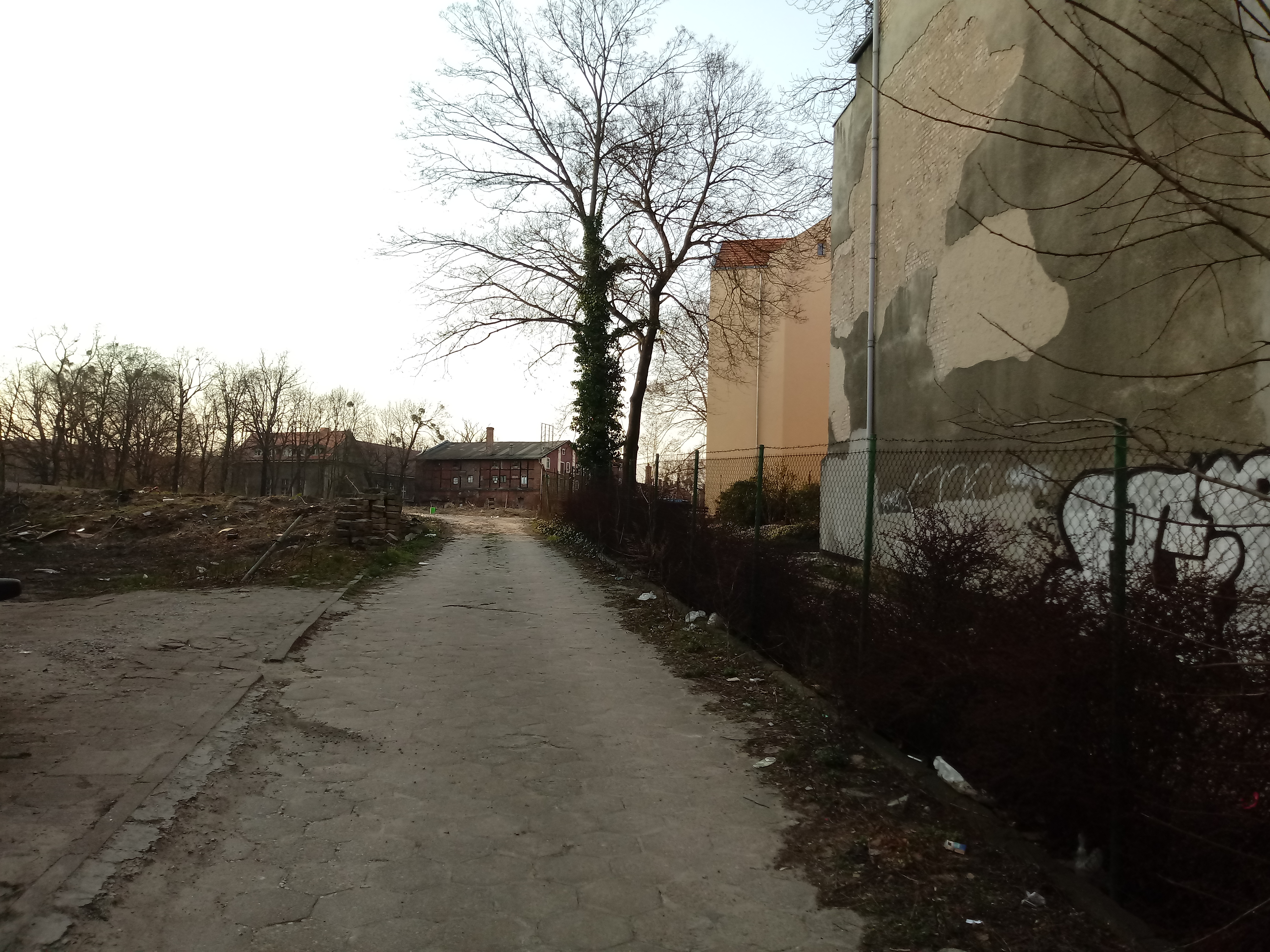
Teren dawnego établissementu Polny Zameczek (marzec 2020), w oddali hala betonowa (po lewej) i zabudowania Neue Posener Bierbauerei

Établissement Polny Zameczek w Poznaniu, także Polny Zamek (niem. Feldschloss) – dawny ogród rozrywkowy tzw. établissement „Polny Zameczek”, usytuowany pomiędzy parkiem Wilsona, ul. Głogowską i ul. Śniadeckich na Łazarzu w Poznaniu.

## Historia
Pierwotne założenie ogrodu powstało w 1866 roku. Ogród, mający charakter parkowy, usytuowano w pobliżu browaru. Wykonanie całości przeprowadził pierwszy właściciel browaru Gottlob Hoffmann. W 1872 roku powstał murowany budynek z salą koncertowo-restauracyjną, sceną i restauracją. Producentem wyposażenia obiektu była miejscowa firma meblarska S. Kronthal & Söhne. Naftowe oświetlenie pochodziło z poznańskiej firmy G. Schoenecker. Na terenie ogrodu mogącego pomieścić do tysiąca gości usytuowana była kolonada, która łączyła pawilon muzyczny i kręgielnię, a także plac zabaw dla dzieci i bufet letni. Otwarcie établissementu nastąpiło 28 lipca 1872, z wyjątkiem sali koncertowo-restauracyjnej, którą otwarto 25 grudnia tegoż roku.
We wrześniu 1872 Posener Actien-Braurerei-Gesellschaft „Feldschloss” (Poznańskie Browarniane Towarzystwo Akcyjne) nabyło od Gottloba Hoffmanna parcelę, na której usytuowany był ogród rozrywkowy, który przyjął nazwę browaru. Pierwszym dzierżawcą Polnego Zameczku był restaurator Wilhelm Langner, następnie zarządzał nim Paul Frost, a później także Carl Darnstädt. Pod koniec XIX wieku prowadzącym ogród był Bruno Fiereck, a po jego śmierci od 1902 roku prowadzeniem działalności zajmowała się Clara Fiereck. Od 1 stycznia 1912 roku prowadzenie établissementu przejął polski restaurator Bolesław Świderski. W tym samym roku w maju, na terenie ogrodu Świderski postawił pawilon z oddzielnym wejściem bezpośrednio z ul. Głogowskiej, mieszczący piwiarnię w formie baru, gdzie można było pić piwo na stojąco (niem. Stehbierhalle).
Pod koniec XIX wieku właścicielem założenia ogrodowego był Franz Negendank. W 1921 roku jego spadkobiercy sprzedali ogród właścicielom funkcjonującej następnie w tym miejscu w okresie międzywojennym Fabryki Perfum i Mydeł Toaletowych J. & S. Stempniewicz.
Po II wojnie światowej zabudowania browaru i teren przyległego ogrodu rozrywkowego zajmował zakład produkcyjny Fabryki Kosmetyków Pollena-Lechia, gdzie do końca lat 80. XX wieku wytwarzano kosmetyki i detergenty.
W roku 2020 na parceli po dawnym ogrodzie rozrywkowym przy ul. Głogowskiej 34 jeden z deweloperów rozpoczął budowę zespołu składającego się z sześciu kilkupiętrowych budynków, który ma nosić nazwę „Perfumiarnia”.